# Croxdale and Hett
Croxdale and Hett – civil parish w Anglii, w hrabstwie Durham. Leży 6 km na południe od miasta Durham i 371 km na północ od Londynu. W 2011 roku civil parish liczyła 866 mieszkańców.